# Francisco Inácio Peixoto
Francisco Inácio Peixoto (Cataguases, 5 de abril de 1909 — ?, 8 de janeiro de 1986) foi um escritor brasileiro. Como industrial e fazendeiro financiou as mais importantes manifestações culturais de Cataguases, lançando sua cidade natal na cena da Arquitetura moderna no Brasil na década de 1940.

## Biografia
Francisco Inácio Peixoto nasceu em Cataguases, onde viveu toda sua vida, exceto pelos anos no Rio de Janeiro onde cursou Direito na Faculdade Nacional.

## Arte Moderna e Arquitectura Moderna
Apesar de escritor, seu nome está intimamente ligado à arte e à arquitetura moderna na pequena Cataguases. Foi um dos integrantes do Grupo Verde, de poetas modernistas e um dos mais importantes articulistas da Revista Verde, uma das principais revistas modernistas da década de 1920 em Minas Gerais.
Em 1940 contrata Oscar Niemeyer para projetar sua residência  e em 1945 o Colégio Cataguases. Participaram destes projetos o paisagista Burle Marx e Joaquim Tenreiro, com o mobiliário. A partir daí diversos outros edifícios modernos são construídos na cidade.
Cataguases passa a ser referência e no livro Arquitetura Moderna no Brasil, de Henrique E. Mindlin, este faz o comentário: "Cataguases é um caso curioso de pequena cidade, com apenas 20 mil habitantes, que pode se gabar de ter um grande número de projetos arquitetônicos modernos" 

## Literatura
Sua obra literária não é extensa, escreveu poemas, contos, crônicas e romance.
Principais obras:
- Meia Pataca - 1928, poemas, com Guilhermino César
- Dona Flor - 1940, contos
- Passaporte proibido - 1960, romance e novela
- A janela - 1960, contos
- Chamada geral - 1982, contos

Traduções:
- Oblomov - 1966